# IV kadencja Sejmu Krajowego Galicji
IV kadencja Sejmu Krajowego Galicji – czwarta kadencja Sejmu Krajowego Galicji, odbywająca się w latach 1877–1882 we Lwowie.

## Sesje Sejmu

### I sesja
Pierwsza sesja odbyła się w dniach 8 sierpnia – 30 sierpnia 1877. Marszałkiem krajowym był hrabia Ludwik Wodzicki, zastępcą  Jan Saturnin Stupnicki, namiestnikiem Alfred Józef Potocki, komisarzem rządowym Oswald Bartmański.
W czasie sesji powołano 11 komisji (zwanych wydziałami), odbyto 15 posiedzeń.

### II sesja
Druga sesja odbyła się w dniach 12 września – 19 października 1878. Marszałkiem krajowym był hrabia Ludwik Wodzicki, zastępcą Jan Saturnus Stupnicki, namiestnikiem Alfred Potocki, komisarzem rządowym Filip Zaleski.
W czasie sesji powołano 13 komisji, odbyto 25 posiedzeń.

### III sesja
Trzecia sesja odbyła się w dniach 8 czerwca – 24 lipca 1880. Marszałkiem krajowym był hrabia Ludwik Wodzicki, zastępcą Jan Saturnus Stupnicki, namiestnikiem Alfred Potocki, komisarzem rządowym Filip Zaleski.
W czasie sesji powołano 15 komisji, odbyto 29 posiedzeń.

### IV sesja
Czwarta sesja odbyła się w dniach 14 września – 24 października 1881. Marszałkiem krajowym był Mikołaj Zyblikiewicz, zastępcą Jan Saturnin Stupnicki, namiestnikiem Alfred Potocki, komisarzem rządowym Filip Zaleski.
W czasie sesji powołano 14 komisji, odbyto 29 posiedzeń.

### V sesja
Piąta sesja odbyła się w dniach 3 września – 21 października 1882. Marszałkiem krajowym był Mikołaj Zyblikiewicz, zastępcą Jan Saturnin Stupnicki, namiestnikiem Alfred Potocki, komisarzem rządowym Filip Zaleski.
W czasie sesji powołano 13 komisji, odbyto 31 posiedzeń.

## Skład Sejmu

### Wiryliści
- Franciszek Ksawery Wierzchleyski – rzymskokatolicki arcybiskup lwowski
- Josyf Sembratowycz – greckokatolicki arcybiskup lwowski
- Grzegorz Józef Romaszkan – ormiańskokatolicki arcybiskup lwowski
- Józef Alojzy Pukalski – rzymskokatolicki biskup tarnowski
- Jan Saturnin Stupnicki – greckokatolicki biskup przemyski
- Maciej Hirschler – rzymskokatolicki biskup przemyski (od 1882 Łukasz Solecki)
- Antoni Junosza Gałecki – wikariusz apostolski diecezji krakowskiej (od 1882 biskup krakowski Albin Dunajewski)

Rektorzy Uniwersytetu Lwowskiego (obsadzali miejsca, jeżeli w czasie ich rocznej kadencji wypadała sesja Sejmu):
- Euzebiusz Czerkawski (1877)
- Zygmunt Węclewski (1878-1879)
- Ksawery Liske (1880)
- Leonard Piętak (1880-1881 i 1882)
- Klemens Sarnicki (1881)

Rektorzy Uniwersytetu Jagiellońskiego (obsadzali miejsca, jeżeli w czasie ich rocznej kadencji wypadała sesja Sejmu):
- Fryderyk Zoll (1877)
- Ludwik Teichmann (1878)
- Julian Dunajewski (1880)
- Maurycy Madurowicz (1881)
- Stefan Ludwik Kuczyński (1882)

### Posłowie obieralni

#### I kuria
- 1. Obwód krakowski:
  - Cezary Haller
  - Józef Konopka (na jego miejsce 3 kwietnia 1879 obrano Józefa Michałowskiego)
  - Franciszek Paszkowski
  - Paweł Popiel
  - Ludwik Szumańczowski[1]
  - Henryk Wodzicki
- 2. Obwód brzeżański:
  - Józef Wereszczyński
  - Emil Torosiewicz
  - Alfons Czaykowski
- 3. Obwód przemyski:
  - Jerzy Czartoryski
  - Zygmunt Sawczyński
  - Seweryn Smarzewski
- 4. Obwód złoczowski:
  - Apolinary Jaworski
  - Piotr Gross (obrany w Samborze, zrzekł się mandatu w Złoczowie, na jego miejsce 11 kwietnia 1877 obrano Tadeusza Wasilewskiego)
  - Włodzimierz Dzieduszycki (zrzekł się mandatu, na jego miejsce 11 kwietnia 1877 obrano Tadeusza Pilata)
- 5. Obwód czortkowski:
  - Walerian Podlewski
  - Józef Wernicki
  - Erazm Wolański
- 6. Obwód tarnowski:
  - Walery Brzozowski (na jego miejsce 10 czerwca 1879 obrano Romana Michałowskiego)
  - Jan Stadnicki
  - Zygmunt Sawczyński (obrany w Przemyślu, złożył mandat tarnowski, na jego miejsce 26 stycznia 1877 wybrano Władysława Koziebrodzkiego)
- 7. Obwód tarnopolski:
  - Szczęsny Koziebrodzki
  - Ignacy Mochnacki
  - Klemens Żywicki
- 8. Obwód sanocki:
  - Józef Jasiński
  - Zenon Słonecki
  - August Gorayski
- 9. Obwód samborski:
  - Piotr Gross (19 października 1878 zrzekł się mandatu, obrany powtórnie 2 grudnia 1878)
  - Antoni Małecki
  - Tadeusz Skałkowski
- 10. Obwód żółkiewski:
  - Artur Głogowski
  - Jan Czajkowski
  - Stanisław Polanowski
- 11. Obwód sądecki:
  - Gustaw Romer
  - Józef Szujski
- 12. Obwód rzeszowski:
  - Józef Badeni (po jego śmierci 5 listopada 1878 obrano Henryka Kieszkowskiego, na którego miejsce 25 lutego 1881 obrano Jana Tarnowskiego)
  - Zygmunt Sawczyński (zdobył on mandat w Przemyślu, zrezygnował więc z rzeszowskiego, na jego miejsce obrano Ludwika Skrzyńskiego, który zrzekł się mandatu 30 września 1878, na jego miejsce obrano Karola Scipio del Campo)
- 13. Obwód stryjski:
  - Maurycy Dzieduszycki (zmarł 22 kwietnia 1877, na jego miejsce obrano Aleksandra Raciborskiego)
  - Oktaw Pietruski
- 14. Obwód stanisławowski:
  - Wojciech Dzieduszycki
  - Stanisław Matkowski
- 15. Obwód kołomyjski:
  - Dawid Abrahamowicz
  - Antoni Golejewski
- 16. Obwód lwowski:
  - Włodzimierz Russocki (na jego miejsce 22 kwietnia 1880 obrano Tadeusza Romanowicza)

#### II kuria
- Maurycy Lazarus (Izba lwowska, złożył mandat 19 września 1878, na jego miejsce obrano Edwarda Simona)
- Arnold Rappaport (Izba krakowska)
- Otto Hausner (złożył mandat 19 października 1878, został ponownie wybrany 2 grudnia 1878, powtórnie zrzekł się mandatu 28 września 1881)

#### III kuria
- 1. Okręg Lwów:
  - Euzebiusz Czerkawski
  - Bernard Goldmann
  - Franciszek Jan Smolka
  - Aleksander Jasiński
- 2. Okręg Kraków:
  - Józef Majer
  - Mikołaj Zyblikiewicz (zdobył mandat w IV kurii w Chrzanowie, na jego miejsce wybrano Maksymiliana Zatorskiego)
  - Leon Chrzanowski
- 3. Okręg Przemyśl:
  - Walery Waygart
- 4. Okręg Stanisławów:
  - Ignacy Kamiński
- 5. Okręg Tarnopol:
  - Euzebiusz Czerkawski (zdobył mandat we Lwowie, na jego miejsce wybrano Henryka Maxa)
- 6. Okręg Brody:
  - Filip Zucker
- 7. Okręg Jarosław:
  - Władysław Badeni
- 8. Okręg Drohobycz:
  - Florian Ziemiałkowski
- 9. Okręg Biała:
  - Jan Rosner
- 10. Okręg Nowy Sącz:
  - Julian Dunajewski
- 11. Okręg Tarnów:
  - Mieczysław Szczepański
- 12. Okręg Rzeszów:
  - Ambroży Towarnicki
- 13. Okręg Sambor:
  - Dominik Zbrożek
- 14. Okręg Stryj:
  - Filip Fruchtman
- 15. Okręg Kołomyja:
  - Franciszek Jasiński

#### IV kuria
Według numerów okręgów wyborczych:
1. Okręg Lwów-Winniki-Szczerzec – Kornel Krzeczunowicz (zmarł w 1881, na jego miejsce 27 maja 1881 obrano Teofila Merunowicza)
2. Okręg Gródek-Janów – Edward Weissman
3. Okręg Brzeżany-Przemyślany – Marceli Madeyski (obrany w tym okręgu Alfred Józef Potocki nie przyjął mandatu)
4. Okręg Bóbrka-Chodorów – Hipolit Czajkowski
5. Okręg Rohatyn-Bursztyn – Mieczysław Onyszkiewicz
6. Okręg Podhajce-Kozowa – Alfred Józef Potocki
7. Okręg Zaleszczyki-Tłuste – Tadeusz Dzieduszycki
8. Okręg Borszczów-Mielnica – Jan Jocz
9. Okręg Czortków-Jazłowiec-Budzanów – Mikołaj Wolański
10. Okręg Kopyczyńce-Husiatyn – Wilhelm Siemieński-Lewicki
11. Okręg Kołomyja-Gwoździec-Peczeniżyn – Eugeniusz Kuczkowski
12. Okręg Horodenka-Obertyn – Michał Lenartowicz
13. Okręg Kosów-Kuty – Ludwik Buszyński (10 marca 1881 na jego miejsce obrano Filipa Zaleskiego)
14. Okręg Śniatyń-Zabołotów – ks. Mychajło Korzynśkyj
15. Okręg Przemyśl-Niżankowice – Aleksander Krukowiecki
16. Okręg Jarosław-Sieniawa-Radymno – Stefan Zamoyski
17. Okręg Jaworów-Krakowiec – Oswald Bartmański
18. Okręg Mościska-Sądowa Wisznia – Edward Maria Adolf Stadnicki
19. Okręg Sambor-Stare Miasto-Stara Sól – Michał Popiel
20. Okręg Turka-Borynia – ks. Pawło Jasenycki (zmarł w 1882 w czasie sesji)
21. Okręg Drohobycz-Podbuż – Ksenofont Ochrymowycz
22. Okręg Rudki-Komarno – Henryk Janko
23. Okręg Łąka-Medenice – Michał Lityński
24. Okręg Sanok-Rymanów-Bukowsko – Stanisław Bieliński
25. Okręg Lisko-Baligród-Lutowiska – Teofil Żurowski
26. Okręg Dobromil-Ustrzyki-Bircza – Józef Tyszkowski (zmarł w 1882, przed ostatnią sesją)
27. Okręg Dubiecko-Brzozów – ks. Wojciech Stępek (zmarł w 1877, 25 maja 1877 na jego miejsce obrano ks. Feliksa Buchwalda)
28. Okręg Stanisławów-Halicz – Bronisław Łoś (zmarł w 1880)
29. Okręg Bohorodczany-Sołotwina – Aleksander Łukasiewicz
30. Okręg Monasterzyska-Buczacz – Władysław Wolański
31. Okręg Nadwórna-Delatyn – ks. Kornyło Mandyczewski
32. Okręg Tyśmienica-Tłumacz – ks. Franciszek Sawa
33. Okręg Stryj-Skole – ks. Ołeksa Radzykewycz
34. Okręg Dolina-Bolechów-Rożniatów – Apolinary Hoppen
35. Okręg Kałusz-Wojniłów – Jakub Kulczycki (zmarł około 1879, na jego miejsce 10 marca 1880 obrano Franciszka Wolfartha)
36. Okręg Mikołajów-Żurawno – Wasyl Kowalski
37. Okręg Tarnopol-Ihrowica-Mikulińce – Juliusz Korytowski
38. Okręg Skałat-Grzymałów – Kazimierz Grocholski
39. Okręg Zbaraż-Medyń – ks. Stepan Kaczała
40. Okręg Trembowla-Złotniki – ks. Porfirij Mandyczyczewśkyj (zmarł przed ostatnią sesją w 1882)
41. Okręg Złoczów-Gliniany – Józef Wesołowski
42. Okręg Łopatyn-Brody-Radziechów – Piotr Kupczyński
43. Okręg Busk-Kamionka Strumiłowa-Olesko – ks. Josyf Krasycki
44. Okręg Załośce-Zborów – Piotr Olejnik
45. Okręg Żółkiew-Kulików-Mosty Wielkie – Dionizy Kułaczkowski
46. Okręg Bełz-Uhnów-Sokal – Longin Rożankowski
47. Okręg Lubaczów-Cieszanów – Albin Turzański
48. Okręg Rawa-Niemirów – Amwrosij Janowśkyj
49. Okręg Kraków-Mogiła-Liszki-Skawina – Alfred Milieski
50. Okręg Chrzanów-Jaworzno-Krzeszowice – Mikołaj Zyblikiewicz
51. Okręg Bochnia-Niepołomice-Wiśnicz – Franciszek Hoszard
52. Okręg Brzesko-Radłów-Wojnicz – ks. Jan Kitrys
53. Okręg Wieliczka-Podgórze-Dobczyce – Marian Dydyński
54. Okręg Jasło-Brzostek-Frysztak – Franciszek Mycielski
55. Okręg Gorlice-Biecz – Andrzej Rydzowski (zmarł w 1881, na jego miejsce 17 marca 1881 obrano Mikołaja Fedorowicza)
56. Okręg Dukla-Krosno-Żmigród – Ignacy Łukasiewicz (zmarł w 1882 przed ostatnią sesją Sejmu)
57. Okręg Rzeszów-Głogów – Edward Jędrzejowicz
58. Okręg Łańcut-Przeworsk – ks. Tomasz Kowalski (obrany w miejsce Alfreda Potockiego, który tutaj zrzekł się mandatu)
59. Okręg Leżajsk-Sokołów-Ulanów – Marian Wodziński
60. Okręg Rozwadów-Tarnobrzeg-Nisko – Stanisław Kostka Tarnowski
61. Okręg Tyczyn-Strzyżów – Ludwik Wodzicki
62. Okręg Nowy Sącz-Grybów-Ciężkowice – Alfred Dobrzyński
63. Okręg Stary Sącz-Krynica – Franciszek Gedel
64. Okręg Nowy Targ-Krościenko – Feliks Pławicki
65. Okręg Limanowa-Skrzydlna – ks. Jan Chełmecki
66. Okręg Tarnów-Tuchów – Eustachy Stanisław Sanguszko
67. Okręg Dąbrowa-Żabno – Józef Męciński
68. Okręg Dębica-Pilzno – Piotr Garbaczyński
69. Okręg Ropczyce-Kolbuszowa – Zdzisław Tyszkiewicz
70. Okręg Mielec-Zassów – Mieczysław Rey
71. Okręg Wadowice-Kalwaria-Andrychów – Józef Baum
72. Okręg Kenty-Biała-Oświęcim – Antoni Then
73. Okręg Myślenice-Jordanów-Maków – Aleksander Zborowski
74. Okręg Żywiec-Ślemień-Milówka – Józef Łazarski